# Batalla de Mühldorf
La batalla de Mühldorf o de Ampfing se libró el 28 de septiembre de 1322, cerca de Mühldorf, entre Austria y el Ducado de Baviera. Los bávaros acudieron al mando del rey Luis IV de Baviera y los austriacos a las órdenes de su primo y rival Federico de Habsburgo, el Hermoso.
Animado por sus expediciones precedentes, Federico decidió reunirse en Mühldorf con sus aliados, el obispo de Passau y el arzobispo de Salzburgo. Los ejércitos se encontraron el 24 de septiembre de 1322 en las cercanías de Mühldorf a orillas del Eno. Allí esperaba Federico a que llegaran refuerzos al mando de su hermano Leopoldo.

## La batalla

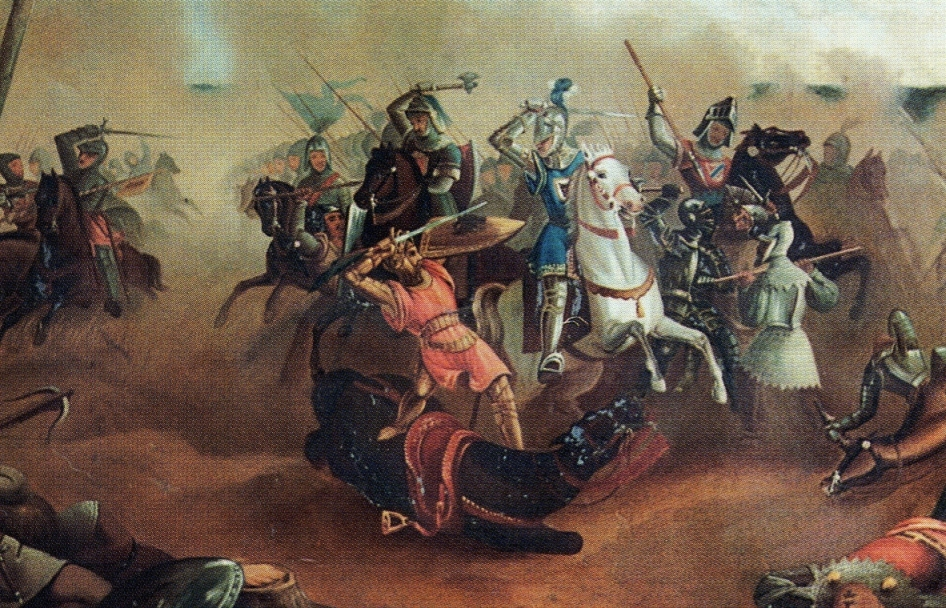
Batalla de Mühldorf, pintura de Friederich des Schönen

La batalla no transcurrió como lo habían previsto los austriacos. Las tropas de Leopoldo no llegaron a tiempo, en tanto que Luis de Wittelsbach disponía de un ejército poderoso gracias a su alianza con Juan I de Bohemia y el burgrave de Núremberg Federico IV de Núremberg. El combate se inclinó pronto a favor de Luis IV, que hizo un millar de prisioneros entre los caballeros austriacos, entre ellos a Federico IV de Lorena y al propio Federico el Hermoso. 
Aunque salió victorioso, su título de rey fue impugnado por el hermano Leopoldo de Habsburgo y sobre todo por el papa Juan XXII. Al cabo de tres años de negociaciones, Luis IV tuvo que poner en libertad a Federico y reconciliarse con él. Ni la casa de Wittelsbach ni la Casa de Habsburgo pudieron defender sus reivindicaciones al título real, que al morir Luis IV en 1347 pasó de nuevo a Carlos IV de Luxemburgo. 
La batalla de Mühldorf es considerada hoy en día como una de las últimas en que se enfrentaron caballeros sin armas de fuego.